# Tachlovice
Tachlovice är en ort i Tjeckien. Den ligger i regionen Mellersta Böhmen, i den centrala delen av landet, 15 km sydväst om huvudstaden Prag. Tachlovice ligger 360 meter över havet och antalet invånare är 513.
Terrängen runt Tachlovice är platt åt nordväst, men åt sydost är den kuperad.Runt Tachlovice är det ganska tätbefolkat, med 192 invånare per kvadratkilometer. Närmaste större samhälle är Prag, 15,2 km nordost om Tachlovice. Trakten runt Tachlovice består till största delen av jordbruksmark.